# ماري آن أسيفيدو
ماري آن أسيفيدو (بالإنجليزية: Mary Ann Acevedo)‏ هي مغنية أمريكية، ولدت في 23 يونيو 1987 في كابو روخو في الولايات المتحدة.

## وصلات خارجية
- الموقع الرسمي